# Trestrimmig tangara
Trestrimmig tangara (Microspingus trifasciatus) är en fågel i familjen tangaror inom ordningen tättingar.

## Utseende
Trestrimmig tangara är en liten medlem av familjen med huvudet kraftigt längsstreckat i svart och vitt. Fjäderdräkten i övrigt är olivgrå ovan och orangebeige under.

## Utbredning och systematik

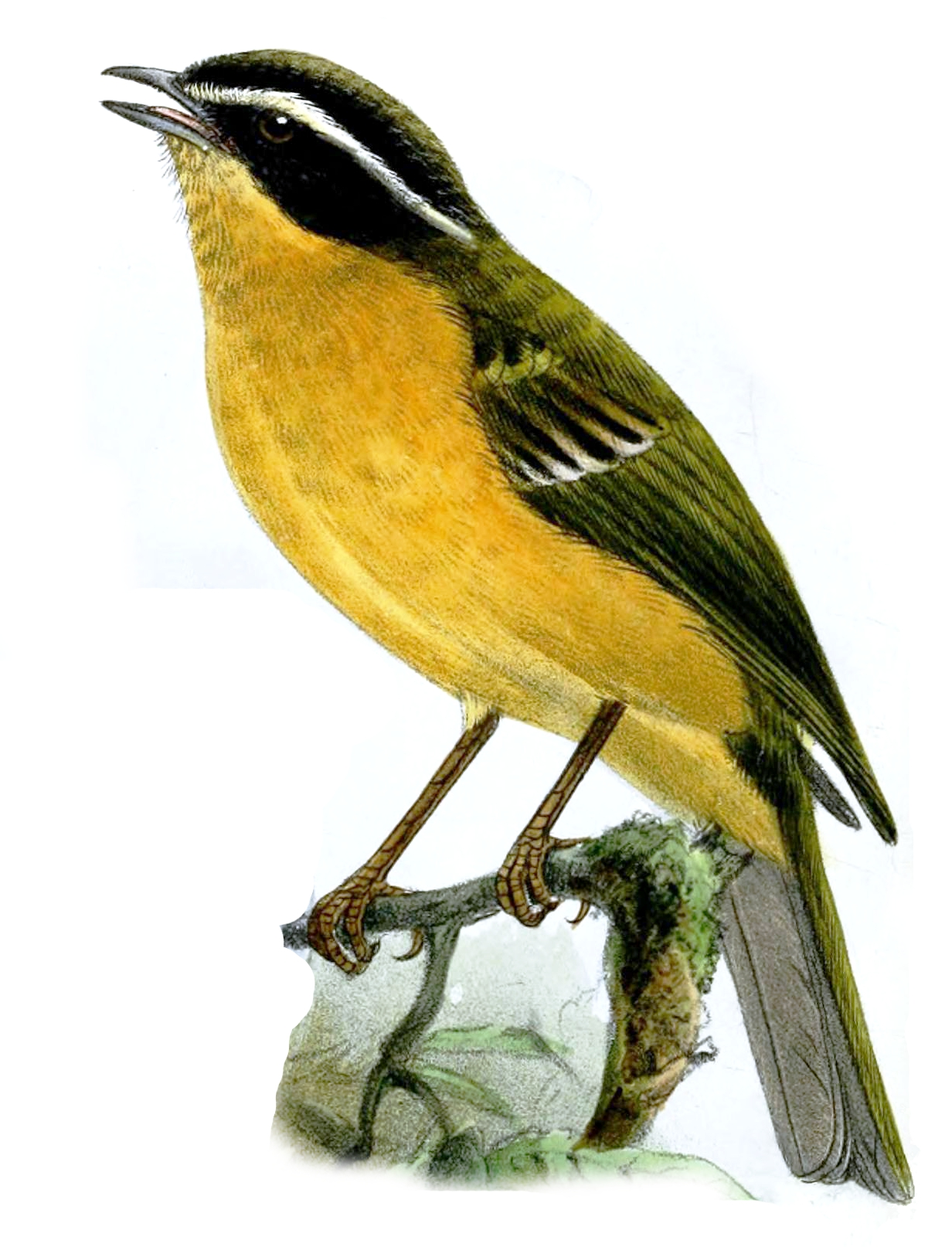

Fågelns utbredningsområde är i Anderna i sydöstra Peru, norra Bolivia (La Paz och Cochabamba). Den behandlas som monotypisk, det vill säga att den inte delas in i några underarter.

### Släktestillhörighet
Tidigare placeras arten i släktet Hemispingus. Genetiska studier visar att den tillhör en grupp tangaror tidigare i Poospiza som står närmare exempelvis Cypsnagra, Donacospiza och Urothraupis. Dessa har därför lyfts ut till ett eget släkte, Microspingus.

## Levnadssätt
Trestrimmig tangara hittas i höglänt elfinskog kring trädgränsen. Där ses den i par eller smågrupper, ofta i artblandade flockar med andra tangaror.

## Status och hot
Arten har ett stort utbredningsområde, men tros minska i antal, dock inte tillräckligt kraftigt för att den ska betraktas som hotad. Internationella naturvårdsunionen IUCN listar arten som livskraftig (LC).